# Jęk czarnego węża
Jęk czarnego węża (ang. Black Snake Moan) – amerykański dramat muzyczny z 2006 roku w reżyserii Craiga Brewera. Zdjęcia kręcono w Memphis. Premierę światową film miał 24 stycznia 2007 roku podczas Sundance Film Festival.

## Fabuła
Fabuła skupia się na parze głównych bohaterów: Lazarusie, zgorzkniałym, głęboko religijnym farmerze i byłym gitarzyście bluesowym, oraz Rae, młodej nimfomance-prowincjuszce. Żona Lazarusa opuszcza go, odchodząc z jego bratem, tymczasem chłopak Rae, Ronnie, wyjeżdża na wojnę. Gdy pewnego razu Rae zostaje pobita do nieprzytomności, to Lazarus odnajduje ją półnagą, leżącą na poboczu. Zanosi ją do domu i tam przez dwa dni leczy, jednocześnie dowiaduje się o jej promiskuityzmie. Gdy Rae odzyskuje przytomność, ze zdumieniem odkrywa, że została przykuta kilkumetrowym łańcuchem do kaloryfera. Lazarus za zadanie obiera sobie nawrócenie młodej kobiety na dobrą drogę.

## Obsada
| Aktor                          | Rola          |
| ------------------------------ | ------------- |
| Samuel L. Jackson              | Lazarus Woods |
| Christina Ricci                | Rae Doole     |
| Justin Timberlake              | Ronnie        |
| John Cothran Jr.               | R.L.          |
| S. Epatha Merkerson            | Angela        |
| David Banner                   | Tehronne      |
| Kim Richards                   | Sandy Doole   |
| Son House (zdjęcia archiwalne) | on sam        |
| Neimus K. Williams             | Lincoln James |
| Michael Raymond-James          | Gill Morton   |
| Clare Grant                    | Kell          |
| Molly Roudabush                | Trixy         |

## Ścieżka dźwiękowa
30 stycznia 2007 roku wytwórnia New West Records wydała ścieżkę dźwiękową do filmu, na którą składało się siedemnaście bluesowych utworów (trzy z nich wykonał aktor Samuel L. Jackson, odtwórca głównej roli Lazarusa Woodsa).

### Lista utworów
| Track | Tytuł utworu                         | Artysta                    | Czas |
| ----- | ------------------------------------ | -------------------------- | ---- |
| 1     | „Opening Theme”                      | Scott Bomar                | 0:38 |
| 2     | „Ain’t But One Kind of Blues”        | Son House                  | 0:11 |
| 3     | „Just Like a Bird Without a Feather” | Samuel L. Jackson          | 2:22 |
| 4     | „When the Lights Go Out”             | The Black Keys             | 3:13 |
| 5     | „Standing in My Doorway Crying”      | Jessie Mae Hemphill        | 4:40 |
| 6     | „Chicken Heads”                      | Bobby Rush                 | 2:32 |
| 7     | „Black Snake Moan”                   | Jason Freeman              | 4:04 |
| 8     | „Morning Train”                      | Precious Bryant            | 3:00 |
| 9     | „The Losing Kind”                    | John Doe                   | 2:33 |
| 10    | „Lord Have Mercy on Me”              | Outrageous Cherry          | 3:04 |
| 11    | „Ronnie and Rae's Theme”             | Scott Bomar                | 1:08 |
| 12    | „The Chain”                          | Scott Bomar                | 2:50 |
| 13    | „Alice Mae”                          | Samuel L. Jackson          | 3:48 |
| 14    | „Stackolee”                          | Samuel L. Jackson          | 3:30 |
| 15    | „Old Black Mattie”                   | R.L. Burnside              | 4:10 |
| 16    | „That’s Where the Blues Started”     | Son House                  | 0:21 |
| 17    | „Mean Ol' Wind Died Down”            | North Mississippi Allstars | 7:31 |